# فيلق أنصار المهدي لحماية الشخصيات
فيلق أنصار المهدي لحماية الشخصيات ( بالفارسية: سپاه حفاظت انصارالمهدى) هو أحد المجموعات الفرعية التابعة لفيلق الحرس الثوري الإسلامي، الذي يعمل في مجال حماية الشخصيات والمسؤولين في الجمهورية الإسلامية الإيرانية ، وكذلك حماية الطيران. تم تشكيل فيلق الحماية عام 1979 وفي عام 1989، بعد انفصال فيلق حماية ولي الأمر عن هذه الوحدة، تم تشكيل فيلق أنصار المهدي.

## النشأة
بعد محاولة اغتيال أكبر هاشمي رفسنجاني في 26 مايو 1979، كلف روح الله الخميني، قائد الجمهورية الإسلامية، الحرس الثوري الإيراني بمسؤولية حماية حياة مسؤولي النظام، وهي مهمة كانت سابقاً تقع على عاتق الحرس الوطني التابع للحكومة المؤقتة، ومنظمة مجاهدي الثورة الإسلامية، والمجموعات المرتبطة بمحمد منتظري. بناءً على هذا التكليف، تم إنشاء فيلق حماية الشخصيات (فيلق حماية أنصار الإمام). في عام 1989، تم فصل فيلق حماية الشخصيات عن فيلق حماية "ولي الأمر"، وتم تشكيل فيلق حماية "أنصار المهدي". بعد التغييرات الهيكلية في الحرس الثوري، تم تأسيس وحدة تسمى قيادة الحماية، والتي أوكلت إليها إدارة فيلق حماية "أنصار المهدي" وفيلق حماية الطيران.
العميد الثاني في الحرس الثوري هداية البرزي، قائد وحدة حماية الشخصيات في قوى الأمن الداخلي، أشار إلى أن مسؤولية حماية الشخصيات أُسندت تجريبياً إلى الحرس الثوري في عام 2005، لكن في النهاية، بعد خمس سنوات، عادت هذه المسؤولية إلى قوى الأمن الداخلي في عام 2010. ووفقاً لما ذكره البرزي، فإن حماية عدد محدود من الشخصيات ما زالت بيد الحرس الثوري. كما أضاف أن المادة 4 من قانون قوى الأمن الداخلي تنص على أن مسؤولية حماية جميع شخصيات النظام تقع على عاتق قوى الأمن الداخلي، لكن وفقاً لتوجيهات وتشخيص مجلس الأمن القومي الأعلى والقادة، فقد تم إسناد حماية رؤساء السلطات الثلاث إلى الحرس الثوري.

## الوحدات
تتوزع مهام الحماية في إيران بين عدة وحدات متخصصة تتبع القوات المسلحة، ولكل منها دور محدد:
1. وحدة حماية التابعة للقوات المسلحة: تتولى حماية القادة العسكريين البارزين ضمن نطاق عملها، باستثناء الجيش الإيراني الذي يدير عمليات الحراسة والأمن بشكل مستقل.
2. وحدة مجلس الشورى الإسلامي: مسؤولة عن حماية رئيس ونواب رئيس المجلس، بالإضافة إلى تأمين البيئة الداخلية والمحيطة بمجلس الشورى الإسلامي.
3. وحدة رئاسة الجمهورية: تتولى حماية رئيس الجمهورية وأسرته، ورئيس مكتب الرئيس وأعضاء الحكومة، إضافة إلى تأمين مكتب الرئيس الثاني في سعد آباد ومنزله.
4. وحدة مجمع تشخيص مصلحة النظام: مسؤولة عن حماية رئيس وأمين المجمع، وكذلك تأمين البيئة الداخلية لمجمع تشخيص مصلحة النظام.
5. وحدة السلطة القضائية: تختص بحماية رئيس السلطة القضائية وتأمين البيئة الداخلية للسلطة القضائية.
6. وحدة الحماية الخاصة:
7. وحدة الشهيد مطهري: مسؤولة عن الحماية الفيزيائية للبيئة المحيطة بالمواقع الحيوية والحساسة.
8. وحدة التفتيش والتعطيل: مختصة بتفتيش الأماكن الحساسة، خاصة تلك التي يعتزم الشخصيات المحمية من قبل فيلق أنصار زيارتها أو إلقاء خطاب فيها، وتعطيل المخاطر المحتملة.
9. وحدة جماران: تتولى حماية البيئة الداخلية والمحيطة بمدفن روح الله الخميني ومنطقة جماران، وكذلك الشخصيات المنسوبة إلى روح الله الخميني.
10. وحدة العمليات الخاصة: تقدم الدعم المتخصص في مجال الحماية الفيزيائية وحماية الشخصيات.

## حماية الطائرات
منذ عام 1984، تم تكليف فيلق "أنصار المهدي" بمهمة حماية أمن الطائرات. منذ بدء عمل هذه الوحدة وحتى الآن، تم تسجيل 15 محاولة اختطاف طائرات، حيث تم إحباط 11 منها عبر عمليات ميدانية، بينما تم إحباط 4 محاولات بدون الحاجة إلى اتخاذ إجراءات مادية.

## مركز القيادة
مركز قيادة فيلق "أنصار المهدي" يقع في مبنيين مكونين من ستة طوابق، في شارع باستور بطهران.
كان العميد علي نصيري أحد قادة هذا الفيلق، وقد تم عزله من منصبه قبل يوم واحد من تغيير قيادة الحرس الثوري الإيراني، وذلك خلال فترة قيادة اللواء محمد علي جعفري. وقد تم تعيين العميد الثاني فتح الله جمیري، قائد فيلق يزد، كقائد جديد لفيلق "أنصار المهدي" مع الاحتفاظ بمنصبه السابق. حالياً، يشغل العميد الثاني فتح الله جمیري منصب قائد فيلق "أنصار المهدي".

## نظر أيضًا
- الحرس الثوري الإيراني
- فيلق حماية ولي الأمر
- قوة إنفاذ القانون في الجمهورية الإسلامية الإيرانية